# Скаржин (Венґровський повіт)
Скаржин (пол. Skarżyn) — село в Польщі, у гміні Вежбно Венґровського повіту Мазовецького воєводства.
Населення — 129 осіб (2011).
У 1975-1998 роках село належало до Седлецького воєводства.

## Демографія
Демографічна структура станом на 31 березня 2011 року:
|          | Загалом | Допрацездатний вік | Працездатний вік | Постпрацездатний вік |
| -------- | ------- | ------------------ | ---------------- | -------------------- |
| Чоловіки | 63      | 13                 | 44               | 6                    |
| Жінки    | 66      | 14                 | 32               | 20                   |
| Разом    | 129     | 27                 | 76               | 26                   |